# L'Outsider (Dishonored)
Pour les articles homonymes, voir L'Outsider.
L'Outsider est un être surnaturel fictif de la franchise Dishonored d'Arkane Studios, résidant dans une dimension d'un autre monde vide appelée le Void. Après être apparu dans des webisodes promotionnels, le personnage a fait ses débuts dans Dishonored (2012), où il accorde des pouvoirs magiques au joueur. Il joue un rôle similaire dans la suite du jeu, Dishonored 2 (2016), bien qu'il puisse être rejeté. L'Outsider réapparaît dans Dishonored: Death of the Outsider (2017), qui suit l'ancien assassin Billie Lurk alors qu'elle tente de le tuer ou de le neutraliser.
Au sein de la série, l'Outsider est l'une des nombreuses représentations du Vide qui ont existé, et était à l'origine un gamin des rues avant d'être sacrifié par une secte. Interprété par Billy Lush dans le premier jeu, l'acteur a été remplacé par Robin Lord Taylor à partir de Dishonored 2.
Le personnage a souvent été considéré comme une sorte de Fripon, bien que le directeur Harvey Smith ait nié cette interprétation. Son sacrifice a établi des comparaisons avec les anciens pharmakos grecs par un écrivain. Le personnage a reçu un accueil négatif de la part de certaines critiques, bien qu'il ait été salué par d'autres.

## Apparitions

### Dishonored(2012)
Avant la sortie de Dishonored, l'Outsider a été présenté plus en détail dans The Tales from Dunwall, une série de webisodes donnant plus d'informations sur l'histoire du jeu. Le deuxième épisode raconte l'histoire d'un personnage auquel l'Outsider a donné des pouvoirs. Un garçon anonyme est ostracisé et battu par les autres garçons qu'il connaît, son seul ami étant un rat blanc. Une nuit, alors que le garçon se cache dans une ruelle, l'Outsider apparaît et lui accorde sa marque. Enhardi par ses nouveaux pouvoirs, le garçon trouve ses « bourreaux » et utilise la marque pour libérer un essaim de rats sur eux, mais l'un des rats le mord dans le processus et l'infecte avec la peste. Dans ses derniers jours, succombant à la maladie, le garçon cherche en vain l'étranger pour le remercier, car il « n'aurait plus à vivre dans la peur, pour le peu de vie qu'il lui restait ».
L'Outsider fait ensuite ses débuts dans Dishonored, interprété par Billy Lush. Dans Dishonored, le joueur incarne Corvo Attano, garde du corps de l'Impératrice. Après que l'impératrice ait été assassinée et que sa fille Emily ait été kidnappée par Daud, un assassin marqué par l'Outsider, Corvo est accusée de son meurtre par le nouveau Lord Regent. Corvo s'échappe six mois plus tard et rejoint les loyalistes, qui souhaitent sauver la fille de l'impératrice. Pour cela, ils utilisent Corvo pour éliminer les principaux alliés du seigneur régent, puis le régent lui-même, pour enfin restaurer Emily sur le trône. La nuit après que Corvo rencontre les Loyalistes, l'Outsider rend visite à Corvo dans un rêve et le marque, lui conférant des pouvoirs magiques. Il offre également à Corvo un cœur vivant, qui lui donne les secrets de toute personne désignée. Si le joueur trouve des sanctuaires dédiés à l'Outsider pendant les missions du jeu, l'Outsider discutera de la mission actuelle de Corvo et de ses choix au cours de celle-ci.
L'Outsider est présent au début de La Lame de Dunwall et Les Sorcières de Brigmore, les contenus téléchargeables du jeu, où il informe pour la première fois Daud des ambitions de Delilah. Cela amène Daud à commencer à enquêter sur elle, puis à contrecarrer ses plans. Comme dans le jeu principal, le joueur trouve ses sanctuaires à travers les niveaux, après quoi l'Outsider guide Daud et commente les choix du joueur jusqu'à présent.

### Dishonored 2(2016)
Dans Dishonored 2, l'aspect et le caractère de l'Outsider a évolué, apportant de légères modifications à certains détails et lui donnant une silhouette plus équilibrée. Robin Lord Taylor a remplacé Lush comme voix du personnage. Lush est apparu dans la bande-annonce de Dishonored 2, mais a déclaré qu'il n'avait pas reçu d'autres appels concernant le rôle par la suite. Le personnage était le premier rôle de Taylor dans un jeu vidéo, ainsi que son premier en dehors du live-action. Taylor n'était pas familier avec le jeu au préalable, mais a étudié la performance de Lush en préparation du rôle et a reçu des informations détaillées sur le personnage et le monde de la part d'Arkane.
Dishonored 2 se déroule 15 ans après les événements du premier jeu, et le joueur peut choisir d'incarner Corvo Attano ou l'impératrice Emily Kaldwin. Le trône est usurpé par la sorcière Delilah, qui enlève à Corvo la marque de l'Outsider et transforme en pierre le personnage que le joueur n'a pas choisi. Après leur évasion, l'Outsider s'approche du personnage du joueur dans un rêve. Contrairement au premier jeu, le joueur peut choisir d'accepter ou de rejeter la Marque et les pouvoirs proposés par l'Outsider. Quoi qu'il en soit, il offre à nouveau au joueur le cœur du premier jeu, contenant cette fois explicitement l'esprit de l'impératrice Jessamine, la mère d'Emily et l'amante de Corvo.
L'Outsider apparaît encore quelques fois tout au long du jeu, dans des sanctuaires et à un moment donné où il entraîne le joueur dans le Vide pour lui donner plus d'informations sur Delilah. Pendant ce temps, il raconte comment il a été attaché et sacrifié contre son gré pour devenir « un dieu ». À la fin, l'Outsider raconte le résultat des différents choix faits par le joueur au cours de la partie.

### Dishonored: La Mort de l'Outsider(2017)
La Mort de l'Outsider est destiné à mettre un terme à l'arc narratif initial des jeux Dishonored, suivant l'Outsider et les conséquences de l'assassinat de l'impératrice. Le jeu suit Billie Lurk dans une quête pour tuer l'Outsider à la demande de Daud, son ancien mentor. Après avoir sauvé Daud des griffes d'une secte vouée au culte de l'Outsider, Daud raconte à Billie son plan pour tuer le « bâtard aux yeux noirs ». Cette nuit-là, l'Outsider lui rend visite dans un rêve, remplaçant de force son bras et son œil gauche par des substituts touchés par le Vide qui lui confèrent des capacités magiques. Billie recherche le couteau utilisé à l'origine pour sacrifier l'Outsider, qui est soigneusement gardé par la secte et peut être utilisé pour le tuer. Après l'avoir trouvé, l'Outsider l'informe que Daud est décédé.
Billie suit le culte jusqu'à une montagne isolée qui s'infiltre physiquement dans le Vide. Là, elle trouve la présence physique de l'Outsider, soigneusement gardée par des cultistes et encastrée dans la pierre, entourée de Daud et d'autres esprits morts errant dans le Vide. Le joueur peut choisir de tuer l'Outsider ici. Le joueur peut découvrir que la marque de l'Outsider est en réalité son nom oublié, écrit dans la langue des morts et qui lui a été enlevé par le rituel qui a fait de lui un dieu. Si ce nom lui est rendu, cela annulera le rituel et l'Outsider redeviendra humain. Le joueur peut alors à la place convaincre Daud de pardonner à l'Outsider et de lui murmurer son nom, le libérant ainsi de ses chaines pour une nouvelle vie. Dans l'épilogue, Billie pense que sans l'Outsider, il n'y a personne pour choisir qui sera ou non touché par la magie du Vide.
Harvey Smith a estimé que le tueur de l'Outsider ne devait pas avoir sa marque, ce qui explique en partie pourquoi Billie a été choisie comme protagoniste. Pouvoir parvenir à une fin non létale, dans laquelle l'Outsider retrouve sa forme humaine, a fait l'objet de nombreux débats et suggestions au sein d'Arkane. Sandra Duval, conceptrice narrative principale et co-directrice créative du jeu, a fait la proposition de lui murmurer son nom. L'option non létale visait à souligner qu'Arkane considérait l'Outsider comme une figure tragique. L'écrivain Hazel Monforton a décrit une partie de l'histoire de l'Outsider comme étant « d'apprendre à espérer à nouveau », tandis que l'écrivain Anna Megill a déclaré : « Dans un jeu qui explore à quoi ressemble la rédemption, ce serait une erreur de mettre fin à l'Outsider sans lui donner la chance que d'autres ont eue. » La fin mortelle, quant à elle, était à l’origine beaucoup plus abrupte, le jeu final donne au joueur le temps de digérer sa disparition.

## Analyse
Dans l'univers de Dishonored, l'Outsider est une représentation du Vide. Le Vide est éternel, même si « tous les quelques milliers d'années » il a un avatar qui le surveille. L'Outsider lui-même n'est pas le premier dieu à être une telle représentation, ni nécessairement le dernier. Il était à l'origine un gamin des rues « vulnérable », jusqu'à ce qu'il soit retrouvé par une secte, kidnappé et sacrifié rituellement pour le transformer en ce qu'il est aujourd'hui. En tant que dieu, il apparaît comme un jeune homme aux yeux noirs sans iris. Un ordre religieux connu sous le nom d'Abbaye du Quidam s'oppose à l'Outsider, à la magie et à la sorcellerie.
Le critique de jeux vidéo Robert Rath a comparé l'Outsider à Lucifer dans le Livre de Job, considérant l'Outsider comme un personnage tentateur qui fournit à Corvo le pouvoir qui peut finalement le « condamner » lui et Dunwall. Rath note que les pouvoirs les plus violents que l'Outsider fournit à Corvo sont « les plus efficaces, visuellement frappants et amusants », et le considère comme encourageant silencieusement Corvo à céder à ses instincts les plus bas. Le Cœur, quant à lui, « donne souvent à Corvo les justifications pour tuer les personnes qu'il rencontre, conduisant facilement à une pente glissante justifiée par une fausse justice ». Rath soutient cette position car tous les autres personnages offerts à l'Outsider – Daud, Granny Rags, Piero – semblent tous se diriger vers « une mauvaise fin », déstabilisant Dunwall dans son développement. Jeff Howard considère l'Outsider comme une « figure manipulatrice » dont « l'altérité morale » par rapport au reste de la société permet à la magie de ce monde d'être une « force amorale », dont les utilisations sont laissées au joueur. Frank G. Bosman considère l'Outsider comme une figure « moralement neutre » dont les liens avec le Léviathan biblique représentent une association avec le chaos primordial avant la création. Avec l'Outsider comme figure du « chaos et de l'anarchie » dont la grâce est « arbitraire », l'Abbaye lutte contre lui pour « l'ordre, la discipline, la séparation et la rationalité », et plus négativement « pour la domination et le contrôle », devenant ainsi eux-mêmes complices de l’oppression du peuple par l’élite de Dunwall.
Harvey Smith a nié les interprétations selon lesquelles l'Outsider est un dieu manipulateur, ou qu'il est complètement « amoral » ou « indifférent ». Dishonored 2 a l'intention de détailler davantage son histoire, Smith le décrivant comme quelqu'un qui « a subi de grands abus » avant de devenir l'Outsider et qui maintenant « lutte pour maintenir une sorte de conscience humaine ». Ricardo Bare, concepteur technique principal du premier Dishonored, préféré le relier à l'ombre jungienne. Il explique que l'Outsider a des qualités « qui représentent l'inconscient, le mystère, les désirs secrets ou refoulés, la créativité, etc ». Quant à lui, Smith qualifie l'Outsider de « personnage observateur ». Arkane a essayé de donner l'impression que le personnage était sarcastique, mais a rencontré des difficultés à le faire ressentir auprès des joueurs.
Hazel Monforton, écrivant pour PC Gamer, compare le sacrifice de l'Outsider à l'ancien rituel social grec, le pharmakos. Grâce à cette analyse assez poussée, Monforton a été amenée à travailler sur La Mort de l'Outsider, en tant que scénariste. Alex Avard de GamesRadar considère la fin de La Mort de l'Outsider comme « brisant toutes nos idées préconçues » en le révélant comme une « victime emprisonnée » plutôt qu'un « méchant machiavélique ». À la fin du troisième jeu, The A.V. Club commente : « [L'Outsider] est le symbole ultime des abus commis par les nombreux personnages monstrueux de Dishonored et un rappel que [...] la tendance de l'humanité à se faire du mal les uns aux autres est une menace bien plus grande qu'un agent inconnu ».
Bit-Tech compare l'Outsider à l'équipe de conception et Corvo au joueur : « Cela pourrait être comme donner une arme de poing à un enfant en bas âge ou un manuel à un génie - et Arkane/l'Outsider sont des marchands de méfaits, impatient de savoir lequel ». Rock Paper Shotgun fait écho à la comparaison, qualifiant Dishonored de « éloge à l'art requis pour le créer ». En réponse à cette comparaison entre l'Outsider et l'équipe de développement, le réalisateur Harvey Smith commente que l'équipe a plaisanté en disant que les réponses de l'Outsider, même si elles ne brisaient pas le quatrième mur, étaient dirigées contre le joueur lui-même. Le directeur artistique Sébastien Mitton qualifie l'Outsider de projection tordue du joueur, expliquant ainsi le style « androgyne » du personnage. Game Informer écrit que l'Outsider est « une incarnation de ce qu'est Dishonored : une intersection entre nos choix et notre identité, une célébration de la conception flexible des simulations immersives et de la responsabilité qui accompagne un grand pouvoir ». Eurogamer estime qu'inhérent à l'acte de jouer au jeu, le joueur « s'aligne » sur l'Outsider et le Vide : « Son ouverture, sa flexibilité et sa conception émergente signifient que vous ne pouvez pas vous empêcher d'agir comme l'Outsider qui voit de nombreux chemins là où d'autres n'en voient qu'un ».

## Accueil
Le personnage a reçu des critiques négatives. Dans leurs critiques du premier jeu, Kill Screen estime que le personnage est « gravement sous-caractérisé » et dit que Billy Lush est « à moitié endormi » dans le rôle et Giant Bomb a estimé que le mystère derrière lui n'était jamais expliqué de manière satisfaisante. Rock Paper Shotgun critique l'ensemble le personnage, sauf la mythologie derrière lui. Il spécule que d'autres détails sur l'Outsider sont conservés pour des suites, bien qu'Adam Smith estime que l'Outsider fonctionne bien à petites doses, sentiments partagés par Alec Meer et Rossignol, bien qu'ils auraient souhaité que le personnage soit plus implicite et qu'aucune rencontre avec le joueur n'ait lieu. Kirk Hamilton de Kotaku lui oppose défavorablement les Lutece Twins de BioShock Infinite, des personnages similaires dans un rôle d'« inconnu mystérieux ». Pour son apparition dans Dishonored 2, Meer trouve l'Outsider encore « pire », l'appelant « sans doute l'élément le moins convaincant de Dishonored ». Dans la période qui a précédé la sortie de Dishonored : La Mort de l'Outsider, Rock, Paper, Shotgun a critiqué son caractère et a écrit qu'il faudrait le tuer. Smith a qualifié le personnage de « condescendant et suffisant » et a estimé que les éléments les plus fantastiques du monde de Dishonored étaient « une distraction » du reste de la « réalité sale et des conflits de classe désordonnés » de la série.
Toutes les réponses critiques à l’égard du personnage n’ont pas été négatives. Brenna Hillier, de VG247 décrit l'Outsider comme sa partie préférée de l'univers Dishonored, louant la capacité du jeu à montrer une « réelle ambiguïté » et les nombreuses façons dont l'Outsider peut interagir avec le joueur. Hillier commente les différentes représentations et lectures du personnage par les fans, qualifiant l'Outsider de « délicieusement ambigu et ouvert à l'interprétation ». Game Informer soutient que l'Outsider est « l'un des plus grands personnages du jeu vidéo ». Néanmoins, il critique tout de même « l'habitude » de l'Outsider d'apparaître tout au long de l'histoire « avec 101 questions de philosophie frustrantes et ennuyeuses ».
Jeremy Peel de PCGamesN a défendu le recasting de l'Outsider en réponse aux plaintes des fans selon lesquelles le personnage semblait trop jeune, avec l'argument que l'Outsider était un « dieu adolescent ». Peel a écrit que Lush n'avait pas non plus donné au personnage « de gravité théâtrale » et à la place « avait également l'air jeune - et plus que cela, humain ».